# Димничар (кратки филм)
„Димничар” је југословенски кратки филм из 1959. године. Режирао га је Бранко Ћеловић а сценарио је написао Милан Булатовић.

## Улоге
| Глумац         | Улога |
| -------------- | ----- |
| Зоран Бендерић |       |
| Зорица Лозић   |       |